# Gigantozaur
Gigantozaur (Gigantosaurus) – rodzaj znanego z nielicznych skamieniałości zauropoda o niepewnej pozycji filogenetycznej, żyjącego w późnej jurze (kimeryd) na terenach dzisiejszej Anglii; jego gatunek typowy, G. megalonyx (znany z kręgu krzyżowego, kości promieniowej, kości strzałkowej i kości piszczelowej odkrytych w osadach formacji Kimmeridge Clay w hrabstwie Cambridgeshire), jest obecnie uznawany za nomen dubium. Opisano też trzy afrykańskie gatunki zaliczone pierwotnie do tego rodzaju; obecnie jednak zaliczane są one do odrębnych rodzajów (janenszja, malawizaur, tornieria).
Gatunki:
- Gigantosaurus africanus E. Fraas, 1908 – później Barosaurus africanus, obecnie Tornieria africana
- Gigantosaurus dixeyi Haughton, 1928 – obecnie Malawisaurus dixeyi
- Gigantosaurus megalonyx Seeley, 1869 – gatunek typowy, nomen dubium
- Gigantosaurus robustus E. Fraas, 1908 – obecnie Janenschia robusta

Obecnie niejednokrotnie ta nazwa (niewłaściwie) jest przypisywana jednemu z największych teropodów, giganotozaurowi.